# Piedramorrera
Piedramorrera (en aragonés Piamorrera) es una localidad de la comarca Hoya de Huesca que pertenece al municipio de Biscarrués en la provincia de Huesca. Está situada sobre un cerro de poca altura a 36 km al noroeste de Huesca en la orilla de la carretera A-125.

## Historia
- En el año 1083 se le nombra como "Petramorrera" (UBIETO ARTETA, Cartulario de San Juan de la Peña, n.º.241)
- En el año 1495 contaba con 2 fuegos
- En el año 1543 era aldea de Ayerbe
- en el año 1727 contaba con 23 vecinos
- En el año 1834 tenía Ayuntamiento propio
- En el año 1845 tenía 40 casas y 105 almas (MADOZ)
- En el año 1857 tenía 200 vecinos
- En el año 1939 se une a Biscarrués

## Demografía
| Gráfica de evolución demográfica de Piedramorrera entre 1842 y 1930 |
| |
| Población de derecho según los censos de población del INE Población de hecho según los censos de población del INEEntre el censo de 1940 y el anterior, este municipio desaparece porque se integra en el municipio Biscarrués |

| 1970 | 2000 | 2001 | 2002 | 2003 | 2004 | 2005 |
| ---- | ---- | ---- | ---- | ---- | ---- | ---- |
| 35   | 14   | 16   | 14   | 16   | 17   | 16   |

## Patrimonio
- Iglesia parroquial dedicada a San Babil.